# 伊利亚-维索科沃农村居民点
伊利亚-维索科沃农村居民点（俄语：Илья-Высоковское сельское поселение）是俄罗斯联邦伊万诺沃州普切日区所属的一个农村居民点。其下辖有63个居民点，行政中心为伊利亚-维索科沃。据2016年统计，该农村居民点的人口为1861人。